# 秘鲁民族主义党

秘鲁民族主义党标志

秘鲁民族主义党（西班牙語：Partido Nacionalista Peruano，缩写为PNP）是秘鲁的一个左翼民族主义政党。该党成立于2005年10月3日。该党的主席是奥良塔·乌马拉。该党的总部位于利马。该党是圣保罗论坛的成员。2011年—2016年，该党是秘鲁的执政党。